# Louis Coroller
Louis Pierre Henry Coroller (La Montagne, 22 dicembre 1893 – Parigi, 18 ottobre 1988) è stato un ingegnere aeronautico francese, progettista di numerosi modelli di aerei civili e militari e responsabile degli uffici tecnici delle aziende aeronautiche nazionali Potez, Société nationale de constructions aéronautiques du Nord (SNCAN) e Nord Aviation dal 1920 al 1969.

## Onorificenze
| Controllo di autorità | VIAF (EN) 7497150749023816420004 |